# منشط الذهن
منشط الذهن أو العقاقير الذكية أو محفزات الإدراك، هي أدوية، أو مكملات، أو غيرها من المواد التي تعمل على تحسين الوظائف الإدراكية، والتنفيذية بشكل خاص، والذاكرة، والإبداع، والتحفيز، في الأشخاص الأصحاء. ويعد استخدام العقاقير المحفزة للإدراك في الأشخاص الأصحاء بدون مشورة طبية من أكثر المواضيع المثيرة للجدل بين أطباء الأعصاب والأطباء النفسيين والأطباء الآخرين، وذلك لأنها تمتد إلى العديد من القضايا ويتضمن ذلك القضايا الأخلاقية ووضوح الاستخدام، والمخاوف من الآثار الجانبية، وتسريب الأدوية للإستخدامات غير الطبية، ومع ذلك فقد تخطت المبيعات الدولية لمكملات ومحفزات الإدراك مليار دولار أمريكي في 2015م، ومازال الطلب العالمي على هذه العقاقير ينمو سريعاً.
وقد تمت صياغة كلمة منشط الذهن في عام 1927م من قبل طبيب نفسي وكيميائي روماني يدعى كورنيليو جيورجي.

## التوفر والإنتشار
يوجد عدد قليل من الأدوية المعروف أنها تنشط الذهن وتحسن بعض جوانب الإدراك، بينما مازالت الكثير من الأدوية في مراحل مختلفة من التطور، ويعد الدواء الأكثر شيوعاً بين المنشطات هو الكافيين.
تستخدم هذه العقاقير في المقام الأول لعلاج صعوبات الإدراك أو صعوبات الوظائف الحركية التي تؤدي عادةً إلى اضطرابات مثل الزهايمر ومرض باركنسون ومرض هنتغتون وإضطراب نقص الإنتباه مع فرط النشاط، ومع ذلك يفيد بعض العلماء والباحثين إلى بحوثات حول إستخدامه على نطاق أوسع بينما لا يتطابق التسويق المكثف للدواء مع فعاليته، وبالرغم من أن الدراسات العلمية تدعم الآثار المفيدة لبعض المركبات فإنه عادةً يطالب تسويق المصنع بمكمل غذائي لم يتم اختباره رسمياً، ولم يتم التحقق منه بواسطة كيانات مستقلة.

### الاستخدام بواسطة الطلاب
يتم استخدام منشطات الذهن بين الطلاب لزيادة إنتاجيتهم، على الرغم من الآثار طويلة المدى تفتقر إلى بحث حاسم في الأفراد الأصحاء. ويعد استخدام المنشطات أمراً شائعاً بين طلاب الكليات التنافسية أكاديمياً، حيث تشير إستطلاعات الرأي إلى أن نسبة تتراوح بين 0.7-4.5% من الطلاب الألمان استخدموا المنشطات الذهنية في فترة من حياتهم. وتستخدم المنبهات مثل دايميثيل أميلامين وميثيل فينيديت في الجامعات بواسطة الأشخاص الأصغر سناً.
وبناءً على دراسات عن الاستخدام غير المشروع تم الإبلاغ عنها ذاتياً، فإن نسبة تتراوح بين 5-35% من طلاب الجامعات يتناولون أدوية وعلاجات لنقص الإنتباه مع فرط النشاط والتي تستخدم في المقام الأول لتحسين الأداء بدلاً من العقاقير المنشطة.
وهناك عدة عوامل تؤثر سلباً وإيجاباً على استخدام العقاقير لتحسين الإدراك، ومن بين هذه العوامل الخصائص الشخصية، وخصائص الدواء، وخصائص الحالة الاجتماعية.

## الآثار الجانبية
يعد مصدر القلق الرئيسي من العقاقير الصيدلانية هو الآثار الجانبية، وتنطبق هذه المخاوف السلبية على الادوية المحفزة للإدراك أيضاً، وذلك لأن المعلومات عن مدى سلامة تناول الدواء على المدى الطويل غير متوفرة لبعض أدوية منشطات الذهن (على سبيل المثال العديد من محسنات المعرفة الغير صيدلانية، والأدوية والمستحضرات الصيدلانية التي تم تطويرها حديثاً للإستخدام قصير المدى)، وتمتلك أدوية راسيتام وبيراسيتام وغيرها من الأدوية التي ترتبط هيكلياً ببيراسيتام عدد قليل من الآثار الجانبية الخطيرة وسمية منخفضة، ولكن هناك أدلة قليلة على أنه يحسن الإدراك في الأشخاص الذين لا يعانون أمراض إدراكية. كما أن إدمان المنشطات عادةً ما يكون سبباً آخر للقلق. وتشير مجموعة كبيرة من الأبحاث بشأن الاستخدام العلاجي للمنشطات النفسية إلى أنه نادراً ما يحدث إدمان عند استخدام الدواء بالجرعات العلاجية.
ويتم تسويق المكملات الغذائية في الولايات المتحدة إذا أظهرت الشركة المصنعة أنها تستطيع تصنيع المكملات بأمان، وهذه المكملات هي التي يعترف بها على أنها آمنة، وإذا كانت الشركة المصنعة لا تقدم أي إدعاءات حول استخدام هذه المكملات لعلاج أو منع أي أمراض أو حالات، وتعد المكملات الغذائية التي تحتوي على مخدرات أو التي يتم إستخدامها للعلاج أو لإجراءات الوقاية غير قانونية بموجب القانون الأمريكي.

## العقاقير

### المنبهات

نسخة هيبيان من قانون يركس دودسون

في عام 2015 أقرت المراجعات الطبية المنهجية والتحليلات الدقيقة للأبحاث التي أجريت على البشر بالإجماع على أن استخدام بعض المنشطات بجرعات صغيرة (الجرعات العلاجية) يعزز الإدراك بشكل عام بين السكان. وتعمل طبقات المنشطات التي أثبتت فاعليتها كمحفزات للإدراك في البشر بمثابة محفز مباشر أو غير مباشر لمستقبلات الدوبامين (D2)، أو مستقبلات الأدرينالين (A2)، أو كلا النوعين من المستقبلات في قشرة الفص الجبهي. وتسبب الجرعات المرتفعة نسبياً عجز في الوظائف الإدراكية.
- أدوية الأمفيتامين- (على سبيل المثال أديرال، وديكستروأمفيتامين، وليزديكساأمفيتامين). تشير التقارير والمراجعات الطبية المنهجية والتحاليل الدقيقة للأبحاث إلى أن الأمفيتامين يفيد على نطاق واسع من الوظائف المعرفية (مثل التحكم بواسطة التثبيط، والذاكرة العرضية، والذاكرة العاملة، وجوانب الانتباه) بين عموم السكان، وتكون هذه التأثيرات ملحوظة خاصةً في الأشخاص الذين يعانون من إعاقة.[29][30][31][33] وأشارت مراجعة منهجية منذ عام 2014م أن تناول الجرعات المنخفضة من الأمفيتامين يحسن دعم الذاكرة، مما يؤدي بدوره إلى تحسين إسترجاع المعلومات في المصابين بمتلازمة نقص الإنتباه مع فرط النشاط من غير الشباب.[31] كما أنه يحسن أيضاً القدرة على أداء المهام (التحفيز لأداء المهمة) وأداء المهام الشاقة التي تتطلب درجة عالية من الجهد.[30][32][33]
- ميثيل فينيديت- هو بديل فينيثلامين والذي يحسن نطاق واسع من الوظائف الإدراكية (مثل الذاكرة العاملة، والذاكرة العرضية، والسيطرة المثبتة، وجوانب الانتباه، وكمون التخطيط) بين عموم السكان.[29][30][31][34] كما يحسن أيضاً القدرة على القيام بالمهام الشاقة والتي تتطلب جهد كبير.[33] أما عند تناول جرعات أعلى من الجرعات العلاجية فيمكن أن يقلل ميثيل فينيديت من القدرة على التعلم من خلال تفعيل الخلايا العصبية التي لا تشارك في المهمة الحالية.[35]
- الزانثينات (وأبرزها الكافيين)- أظهرت زيادة في اليقظة والأداء، وفي بعض الدراسات تحسن الذاكرة أيضاً،[32][36] وأظهر الأطفال والبالغين الذين يتناولون جرعات منخفضة من الكافيين زيادة اليقظة، ولكن هناك حاجه إلى زيادة الجرعة للحصول على أداء أفضل.[37]
- النيكوتين- أظهرت التحليلات الدقيقة ل41 تجربة عمياء أن تناول النيكوتين أو التدخين له آثار إيجابية على أداء الحركات الدقيقة وتنبيه وتوجيه الاهتمام والذاكرة العرضية والعاملة.[38] وأشارت مراجعة في عام 2015م إلى أن تحفيز مستقبلات النيكوتين α4β2 هو المسئول عن تحسين الأداء والانتباه،[39] ومن بين الأنواع الفرعية للمستقبلات النيكوتينية فإن النيكوتين له أعلى نسبة ارتباط بالمستقبلات α4β2 والتي هي أيضاً الهدف البيولوجي يوسط بين الخصائص الإدمانية للنيكوتين.[40]

### أدوية متفرقة
- ل-ثيانين -أظهرت مراجعة منهجية في عام 2014م أن التناول المتزامن للكافيين والثيانين له آثار نفسية نشطة تشجع على اليقظة والانتباه وتحويل المهمة،[41] وتكون هذه الآثار أكثر وضوحاً خلال الساعة الأولى بعد تناول الجرعة.[41]
- تولكابون -أشارت مراجعة منهجية أنه يحسن الذاكرة العرضية اللفظية والذاكرة العرضية الرمزية.[42]
- ليفودوبا- أشارت مراجعة منهجية أنه يحسن الذاكرة العرضية اللفظية والذاكرة العرضية الرمزية.[42]
- أتوميكستين- يمكن أن يحسن الذاكرة وجوانب الانتباه عند إستخدامه بالجرعة المثالية.[33]
- ديسبيرامين- يمكن أن يحسن الذاكرة وجوانب الانتباه عند إستخدامه بالجرعة المثالية.[33]

### المغذيات
- باكوبا منيرة- هو عشب يباع كمكمل غذائي وهناك أدلة أولية على أنه يعزز الذاكرة.[43]
- جنسنج باناكس- نبات يساعد على تحسين الذاكرة، وسرعة أداء المهام، وتحسين في أداء المهام الصعبة الرياضية والعقلية، وكذلك الحد من التعب وتحسن المزاج.[44][45] ووفقاً للجمعية القومية التكميلية والتكاملية «على الرغم من دراسة الجنسنج الآسيوي لأجل إستخداماته الواسعة النطاق، فإن الأبحاث القديمة ووصولاً إلى اليوم لا تدعم بشكل قاطع المزاعم الصحية بشأن الأعشاب»، ووفقاً لدراسة نشرتها مجلة «التقدم في التغذية» فقد أشارت تجارب سريرية عشوائية متعددة على متطوعين أصحاء إلى زيادة دقة الذاكرة، وسرعة أداء المهام التي تتطلب الانتباه، وتحسن في أداء المهام الحسابية الصعبة، وكذلك الحد من التعب وتحسين المزاج.[44]
- الجنكجو بيلوبا- وجدت مراجعة كوكرين في 2009م أنه لا توجد أدلة كافية لإستخلاص إستنتاجات قاطعة حول فعاليته على المرضى الذين يعانون من الخرف،[46] وتبين من مراجعة منهجية عام 2007م وتحليل دقيق عام 2012م أنه لا يوجد دليل ملموس يدعم تعزيز الإدراك في المرضى الأصحاء،[47][48] وأشارت مراجعة عام 2009م «هناك أدلة ثابتة أن التناول المزمن للدواء يحسن من الانتباه الانتقائي، وبعض العمليات التنفيذية، والذاكرة طويلة المدى للمواد اللفظية والغير لفظية».[49]

### الراسيتام
الراسيتام، والبيراسيتام، والأوكسي راسيتام، والأنيراسيتام، هي مواد متشابهة في الصيغة التركيبية وغالباً ما يتم تسويقها منشطات للقدرة المعرفية وتباع من دون وصفة طبية. وغالباً يشار إلى الراسيتام باسم (منشطات الذهن) ولكن هذه الصفة للدواء لم يتم الاعتراف بها قانونياً بشكل جيد.
وفقاً لإدارة الأغذية والعقاقير "بيراسيتام ليس فيتامين، أو معدن، أو حمض أميني، أو عشب، أو غيرها من النباتات، أو مادة غذائية يمكن إستخدامها لإكمال النظام الغذائي، وكذلك فهو ليس تركيز، أو ناتج أيض، أو مكون، أو مستخرج من أي مادة غذائية.
وبناءاً على ذلك فإن هذه المواد هي أدوية لأنها ليست غذاء ويقصد بتناولها أن تؤثر على هيكل أو وظيفة معينة في الجسم، وعلاوةً على ذلك فإن هذه الأدوية هي أدوية جديدة وغير معترف بها عموماً على أنها آمنة وفعالة للإستخدام من أجل الحالات الموصوف لها، أو الموصى لهم به".

### الآثار السلبية في المراجعات المنهجية
- الأحماض الدهنية أوميغا-3: أشارت اثنتين من مراجعات كوكرين أن تناول الأحماض الدهنية أوميغا-3 لأجل علاج اضطراب نقص الانتباه مع فرط النشاط وصعوبات التعلم يعطي فوائد محدودة لهذا الأضطراب،[53][54] وأشارت اثنتين من المراجعات الأخرى أنه لا يوجد آثار لتعزيز الإدراك لدى عامة الناس أو البالغين في منتصف العمر أو كبار السن.[55][56]
- فيتامين ب: لا يوجد آثار لتعزيز الإدراك في البالغين في منتصف العمر أو كبار السن.[56]
- فيتامين هـ: لا يوجد آثار لتعزيز الإدراك في البالغين في منتصف العمر أو كبار السن.[56]
- براميبكسول: لا يوجد آثار واضحة لتعزيز الإدراك لدى الأفراد الأصحاء.[42]
- جوانفاسين: لا يوجد آثار واضحة لتعزيز الإدراك لدى الأفراد الأصحاء.[42]
- كلونيدين: لا يوجد آثار واضحة لتعزيز الإدراك لدى الأفراد الأصحاء.[42]
- آمباكين: لا يوجد آثار واضحة لتعزيز الإدراك لدى الأفراد الأصحاء.[42]
- فيكسوفينادين: لا يوجد آثار واضحة لتعزيز الإدراك لدى الأفراد الأصحاء.[42]
- القويسة: على الرغم من أن بعض الأدلة توحي بفوائد للإدراك، فإن نوعية هذه الدراسة ضعيفة ولا توحي بأنه يمكن إستنتاج نتائج واضحة منها.[57]